# Uladzislaw Kulesj
Uladzislaw Kulesj hviderussisk: Уладзіслаў Вячаслававіч Кулеш tr. Uladzislaw Vjatjaslavavitj Kulesj (født 28. maj 1996 i Homel, Hviderusland) er en hviderussisk håndboldspiller, som spiller i Vive Kielce og Hvideruslands herrehåndboldlandshold.